# Származtatott ügylet
A származtatott vagy származékos ügyletek, derivatívák olyan befektetési ügyletek, amelyek értékét más értékpapírok, mögöttes termékek árfolyama határozza meg, vagyis az értéke másból "származik". A származtatott értékpapírokat feltételes követeléseknek is mondják. A derivatívák célja a gyakorlatban lehet fedezeti vagy spekulációs. Ez a leggyakrabban együtt jár - ami az egyik félnek fedezeti, a másiknak spekulációs. Amennyiben egy pénzügyi szolgáltató (pl. egy bank) fogad el egy fedezeti célú derivatív ügyletet, úgy azt bid-ask spread (azaz a margin) érdekében teszi.

## Ismérvei
Az IAS 39 alapján akkor nevezhetünk egy ügyletet derivatívának, amennyiben arra az alábbi három ismérv mindegyike jellemző:
- az ügyletben való részvételhez nincs szükség rendelkezni az ügylet tárgyát képező értékpapírokkal, árukkal, stb.
- az adott ügylet a jövőben jön létre
- az ügylet értéke nem köthető a részt vevő instrumentumok értékéhez.

## Használata
Mivel a származtatott ügyletek értéke más termékek értékétől függ, ezért kiválóan alkalmasak fedezeti célú és arbitrázs ügyletekre, vagy spekulációra is.
A fedezeti ügyletek célja az üzletmenetből adódó kockázat csökkentése. Az arbitrázs a piaci időbeli vagy térbeli "anomáliákból" fakadó kockázatmentes profit lehetőségét jelenti, amelyek azonban a gyakorlatban nem állnak fenn sokáig. Valójában a pénzügyi elméletek mind azt feltételezik, hogy a piacokon nem létezik arbitrázs lehetőség. A spekuláció egy fogadás az árfolyamok változásának irányára és mértékére.

## Értékelés
Egy adott derivatívának kétféle értékét tartjuk számon: létezik az ügylet valós értéke (amennyit nyerünk vagy veszítünk az adott ügyleten), és létezik egy fogalmi érték (ezt jellemzően csak nyilvántartásra használjuk - a derivatívában érintett instrumentum(ok) értéke).

## Fajtái
A származtatott ügyleteket lehetetlen teljeskörűen kategorizálni, mivel a pénzügyi innovációk olyan mértékben fejlődnek, hogy azok nyomonkövetése is lehetetlen.
IRS (Interest Rate Swap) - Kicseréljük két pénzügyi instrumentum kamatát. Jellemzően fedezeti céllal kicseréljük a változó kamatunkat fixre vagy spekulációs céllal a fix kamatunkat változóra.
CIRS (Currency Interest Rate Swap) - Hasonló az IRS-hez, de itt a derivatíva két lába két külön devizában van.
Deviza forward vagy futures - Spot vétele és határidős eladása egy devizának vagy spot eladása és határidős vétele.
Opciók - valaminek a teljesülése esetén jön létre az ügylet. Például egy digitális devizaopció: Ha az adott deviza kilép egy adott sávból, akkor fizet kamatot, egyébként nem.

a) Határidős ügyletek
- Futures: tőzsdei határidős ügylet
- Forward: tőzsdén kívüli határidős ügylet
- Hedges

b) Opció
- Vételi (call)
- Eladási (put)

Más kategorizálás szerint
- Amerikai opciók
- Európai opciók
- Egzotikus opciók

c) Opciószerű értékpapírok
- Visszahívható kötvények
- Átváltható értékpapírok
- Opciós utalvány (warrant)

d) Csereügyletek (swap)
- Kamatcsere
- Devizacsere

## Történelem
A reálfolyamatokból következő származtatott, azaz derivált értékítélet jellemzi ezeket az értékpapírokat, amely értékítélet azonban kisebb vagy nagyobb mértékben eltávolodhat a reálfolyamatok valós piaci értékmozgásaitól. A derivatívák irracionális eltávolodása robbantotta ki az USA-ban a 2008-as, kezdetben pénzügyi, utóbb az egész világgazdaságot sújtóvá terebélyesedő válságot.